# Rosalynn Carter
Eleanor Rosalynn Smith Carter (Plains (Georgia), 18 augustus 1927 – aldaar, 19 november 2023) was de vrouw van Jimmy Carter, de 39e president van de Verenigde Staten, en daarmee de first lady van het land tussen 1977 en 1981.

## Jeugdjaren
Ze werd geboren in Plains en was een buurmeisje van de Carters. De verpleegkundige die haar op de wereld bracht was de moeder van Jimmy Carter. Rosalynn was de oudste van vier kinderen. Haar moeder was coupeuse Allethea Murray (1904-1997) en haar vader automonteur en boer Edgar Smith (1896-1940). Haar vader stierf aan leukemie toen Rosalynn 13 jaar was en ze hielp haar moeder mee met de opvoeding van de jongere kinderen. Ze hielp haar ook mee kleren te maken zodat de familie er financieel beter voorstond. Na haar middelbare school ging ze naar de Georgia Southwestern College.

## Huwelijk en familie
Alhoewel ze elkaar al eerder kenden ging Rosalynn voor het eerst uit met Jimmy Carter in 1945 toen hij op de US Naval Academy zat in Annapolis in de staat Maryland. Op 7 juli 1946 trouwden ze in Plains.
Het koppel kreeg vier kinderen. De eerste drie werden in verschillende regio’s van het land geboren door de militaire verplichtingen van Jimmy. Nadat Jimmy in 1953 het leger verlaten had, hielp Rosalynn hem met een eigen zaak op te zetten.
Nadat Jimmy in 1962 tot senator verkozen was voor de staat Georgia, werd ook Rosalynn actief in het politieke leven.

## First lady van Georgia
Nadat Jimmy gouverneur werd en Rosalynn first lady van de staat Georgia werd ze door de commissie van de gouverneur opgedragen om diensten te verbeteren voor de mentaal en emotioneel gehandicapten. Vele voorstellen werden goedgekeurd en werden later wetten. Ze deed ook vrijwilligerswerk in het ziekenhuis van Atlanta en ze was vijf jaar lang voorzitster van de Georgia Special Olympics voor mentaal gehandicapte kinderen.

## Campagne
In januari 1975 was de termijn van Carter over en keerde hij terug naar Plains met zijn gezin. Hij maakte plannen bekend dat hij president van de Verenigde Staten wilde worden. Rosalynn steunde haar man volledig en voerde solo campagne voor Jimmy in 41 staten.
Tijdens de campagne werd ze verkozen tot de raad van bestuur van de National Association of Mental Health. Ze kreeg ook een prijs uitgereikt voor haar steun in de wet voor gelijke rechten. Ze kreeg ook de prijs vrijwilliger van het jaar van de Southwestern Association of Volunteer Services.

## First lady
In januari 1977 wandelde Rosalynn hand in hand met haar man over de Pennsylvania Avenue tijdens de inauguratie. Ze had een picknick lunch bij zich en droeg een zes jaar oude jurk tijdens de ceremonie.
Tijdens de ambtstermijn van haar man nam Rosalynn deel aan kabinetsvergaderingen en gaf raad aan de kabinetsleden over belangrijke zaken. Ze zetelde in verschillende liefdadigheidsorganisaties. Ze bezocht enkele derdewereldlanden en ontmoette en hielp daar jonge kinderen. Ze ontmoette belangrijke wereldleiders en staatshoofden in Camp David toen haar man niet beschikbaar was en ze wordt gezien als een van de krachtigste first lady’s uit de geschiedenis.
In de vrije tijd die ze had bracht ze haar tijd graag door met haar kleinkinderen als die het Witte Huis bezochten.

## Later leven

Carter samen met andere voormalige first lady’s: v.l.n.r. Nancy Reagan, Lady Bird Johnson, Hillary Clinton, Rosalynn Carter, Betty Ford en Barbara Bush bij het National Garden Gala: Een eerbetoon aan Amerika's first lady’s, 11 mei 1994. Jacqueline Kennedy was afwezig door ziekte.

Nadat Carter niet herverkozen werd keerde het koppel terug naar Plains. Rosalynn ontving nog enkele prijzen en zetelde verder in het bestuur van enkele organisaties; met haar man zette ze in 1982 het Carter Center op. Haar autobiografie First Lady from Plains werd in mei 1984 gepubliceerd.
In 2001 werd ze verkozen tot de National Women's Hall of Fame.
Rosalynn was activiste voor de mensenrechten en medevoorzitter van het Carter Center. Een belangrijk project voor haar was het Rosalynn Carter Institute (RCI) in Georgia. De RCI richt zich vooral op mensen die een chronische ziekte hebben of gehandicapt zijn. De organisatie is plaatselijk zeer actief (in Americus) maar ook in de rest van Georgia en de Verenigde Staten. Er wordt jaarlijks een prijs uitgereikt met de naam van de first lady, de Rosalynn Carter Caregiver Award.
Op 30 mei 2023 werd bekend dat Rosalynn aan dementie leed. Ze overleed op 19 november dat jaar op 96-jarige leeftijd. Haar echtgenoot overleed dertien maanden later, op 29 december 2024, op 100-jarige leeftijd.